# SZD-19 Zefir
SZD-19 Zefir – polski jednomiejscowy wyczynowy szybowiec zaprojektowany w Szybowcowym Zakładzie Doświadczalnym w Bielsku-Białej.

## Historia

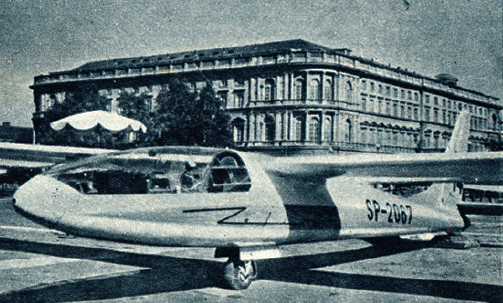
SZD-19 Zefir-2, pierwszy prototyp

W styczniu 1957 r. powstała pierwsza koncepcja szybowca SZD-19 Zefir – miał to być szybowiec klasy otwartej konstruowany z myślą o udziale reprezentantów Polski w mistrzostwach świata w Lesznie w 1958 r. Zespół pod kierownictwem inż. Bogumiła Szuby opracował projekt nowatorskiego szybowca. Po raz pierwszy w polskich konstrukcjach pilot zajmował pozycję leżącą, wprowadzono kolumnową tablicę przyrządów, chowane podwozie połączone z zaczepem do holowania, bardzo szerokie klapy Fowlera (30% cięciwy skrzydła) sterowane hydraulicznie, statecznik poziomy został sprzężony z klapami oraz zastosowano (zamiast hamulców aerodynamicznych) spadochron hamujący. Nowatorskie było również wówczas połączenie w skrzydle klap Fowlera z profilem laminarnym. W konstrukcji użyto wszystkich dostępnych wówczas materiałów: drewna sosnowego, sklejki, blach duralowych i kompozytów szklano-epoksydowych. Nowatorska była konstrukcja centralnej części kadłuba wykonana z kratownicy z rur stalowych oraz metalowa konstrukcja przedniej części kadłuba.
Pierwszy prototyp Zefira, o znakach rejestracyjnych SP-1841, oblatano 31 grudnia 1958 r. na bielskim lotnisku. Pełny oblot został wykonany 4 stycznia 1959 r. przez Stanisława Skrzydlewskiego. Szybowiec wykazał bardzo dobre właściwości lotne, jednak sprawiał wiele problemów przy podejściu do lądowania. Piloci-oblatywacze narzekali też na ciasnotę kabiny oraz złą widoczność do przodu. Doświadczenia z lotów prototypu spowodowały podjęcie decyzji o nie skierowaniu Zefira do produkcji seryjnej.
Kolejną wersję rozwojową była SZD-19-2 Zefir-2, która była bardzo zmodyfikowaną wersją pierwowzoru. Kadłub został przekonstruowany – zrezygnowano z konstrukcji mieszanej na rzecz półskorupowej drewnianej, zmieniono obrys owiewki kabiny, zrezygnowano z hydraulicznego napędu klap, w skrzydle zmniejszono część prostokątną na rzecz trapezowej. Inż Jerzy Śmielkiewicz opracował specjalne okucia, które pozwalały połączyć elementy drewniane i metalowe skrzydeł.
Tak zmieniony szybowiec, o znakach rejestracyjnych SP-2067, oblatał 11 marca 1960 r. Stanisław Skrzydlewski. Wkrótce wyprodukowano drugi egzemplarz Zefira, SP-2068, który włączono do prób w locie. Obydwa egzemplarze wzięły udział w Szybowcowych Mistrzostwach Świata w Kolonii w klasie otwartej, gdzie Edward Makula i Jerzy Popiel zajęli drugie (Makula) i trzecie (Popiel) miejsce. W 1961 r. pierwszy egzemplarz Zefira został pokazany na Wystawie Przemysłu Lotniczego w Warszawie. W 1962 r. podczas mistrzostw w Junín Makula i Popiel zajęli dwa pierwsze miejsca, a Edward Makula za przelot na odległość 717 km otrzymał Medal Lilienthala.
Szybowiec został skierowany do produkcji jako Zefir-2A. Pierwszy egzemplarz seryjny o znakach SP-2370 oblatano 24 stycznia 1962 r. Od prototypów różnił się powiększonym usterzeniem poziomym oraz zmienioną tablicą przyrządów. W pobliżu lotniska Gocław 13 czerwca 1962 r. podczas prób wyrwania szybowca SZD-19-2A (Zefir 2A) o znakach SP-2370 z winy błędu konstrukcyjnego okuć nastąpiło urwanie się skrzydeł u nasady przy przeciążeniu 6,5 g. Pilot doświadczalny  Instytutu Lotnictwa inż. Sławomir Makaruk musiał skakać ze spadochronem. W związku z tym wypadkiem Zakład Wytrzymałości Instytutu Lotnictwa na początku 1963 r. przeprowadził próby wytrzymałościowe głównego okucia skrzydła szybowca Zefir 2. W 1964 r. wersja 2A została zastąpiona przez SZD-19-2B Zefir 2B, która miała zmodyfikowany spadochron hamujący tak, że istniała możliwość jego chowania w locie. Łącznie wyprodukowano 20 egzemplarzy obu wersji.
W zbiorach Muzeum Lotnictwa Polskiego w Krakowie przechowywany jest prototyp SZD-19 Zefir (nr fabryczny 232, znaki rej. SP-1841) w stanie uszkodzonym oraz wystawiony na ekspozycji stałej SZD-19-2A Zefir 2A SP-2371 przekazany w 1989 roku przez Aeroklub Wrocławski.

## Konstrukcja
Jednomiejscowy grzbietopłat o konstrukcji mieszanej.
Kadłub konstrukcji półskorupowej o bardzo małym przekroju eliptyczno-jajowym. Przód kadłuba z wręgami metalowymi i obrzeżami drewnianymi. Centralna część oparta na metalowej kratownicy mieszczącej miejsce pilota, mocowania skrzydeł oraz podwozie. Tył kadłuba o konstrukcji drewnianej, oparty na pięciu podłużnicach, kryty sklejką. Część przednia, przejście skrzydło-kadłub i kadłub-statecznik pionowy wykonane z laminatu poliestrowego, pozostała część o pokryciu sklejkowym. Na końcu znajduje się zasobnik na spadochron hamujący. Kabina pilota zakryta dwuczęściową osłoną, którą można było awaryjnie odrzucić w locie. Pedały przestawne w locie. Tablica przyrządów wyposażona w dwa wariometry, zakrętomierz, prędkościomierz, wysokościomierz oraz busolę. Pilot miał do dyspozycji aparaturę tlenową KP-13 z butlą o pojemności 2 litrów. W kadłubie przewidziano miejsce na zabudowę aparatury radiowej, zabudowana była w nim instalacja hydrauliczna służąca do uruchamiania klap i podwozia.
Płat dwudzielny, o obrysie prostokątno-trapezowym, wyposażony w trójdzielne, szczelinowe klapy oraz lotki o pokryciu płóciennym. Klapy napędzane poprzez rurkę skrętną a lotki linkami. Nosek skrzydła metalowy, dźwigar drewniany. Płat mocowany do kratownicy centralnej części kadłuba. Końcówki skrzydeł mają kroplowe owiewki ochronne wyposażone w rozpraszacze ładunków elektrycznych.
Usterzenie pionowe – statecznik integralny z kadłubem, konstrukcji przekładkowej, ster kierunku drewniany, kryty płótnem. Usterzenie poziome niedzielone, statecznik konstrukcji przekładkowej, przestawiany w locie, powierzchnie sterowe kryte płótnem.
Podwozie jednotorowe, koło główne o wymiarach 300 × 135 mm chowane w locie. Płoza tylna metalowa. Koło główne amortyzowane krążkami gumowymi, płoza sznurem gumowym.